# Кахана, Мозеш
Мозеш Кахана (Моисей Генрихович Кахана; венг. Kahána Mózes, рум. Moseş Cahana; 26 ноября 1897, Дьердёбэкаш, Австро-Венгрия — 11 апреля 1974, Будапешт) — молдавский и венгерский писатель, поэт, публицист, лексикограф, революционер-подпольщик. Писал под псевдонимами Gyergyai Zoltán, Joel Béla, Térítő Pál, Köves Miklós, Teo Zare и проч. Брат психиатра и писателя Эрнё Кахана.

## Биография

### Ранние годы
Родился в 1897 году в трансильванском городке Дьердёбэкаш (Gyergyóbékás) на реке Биказу, в семье мельника; окончил школу здесь же. Первые стихотворения опубликовал в журнале «Mában» под псевдонимом Joel Béla. В 1918 году, с образованием Венгерской Народной Республики, переехал в Будапешт, где публиковался также и под псевдонимом Gyergyai Zoltán; с распадом же республики на следующий год уехал в эмиграцию в Вену.
В конце 1918 года в Будапеште вышел первый сборник стихотворений Кахане «Univerzum» (Вселенная), за ним уже в Вене последовали поэтические сборники «Én te ő» (Я, ты, она, 1921) и «Túl a politikán» (О политике, 1921), с иллюстрациями модернистского трансильванского художника Яноша Маттиса Тойча (János Mattis Teutsch, 1884—1960). В 1922 году Кахана вместе с Iren Komjat (Komját Aladár, 1891—1937) основал журнал «Egyseg» (Единство), призванный объединить левонастроенную венгерскую эмиграцию в Вене; печатался под множеством псевдонимов в этом журнале и в другом венском издании «Akasztott Ember». В 1923 году под именем Térítő Pál выпустил сборник «A mozgalom» (Движение), с иллюстрациями Шандора Бортника (Sándor Bortnyik, 1893—1976), после чего вернулся в теперь уже румынскую Трансильванию и присоединился к нелегальной Коммунистической партии Румынии. За связь с запрещённой партией был арестован в 1926 году, осуждён на два года и помещён в специально предназначенную для политзаключённых тюрьму Дофтана (Doftanul). В том же году бежал из тюрьмы (получив огнестрельное ранение в ногу), переправился через Днестр, по которому проходила тогда государственная граница СССР, и поселился в Молдавской АССР, где включился в литературную жизнь уже на молдавском языке. Стал одним из основателей и первым председателем молдавского Союза писателей (1927), но уже в 1929 году по заданию Коминтерна с целью организации подпольной коммунистической работы переведён в Берлин, оттуда — в Париж. Вновь перешёл на венгерский язык и теперь исключительно на прозу. Стал постоянным сотрудником журнала «Korunk», где публиковался и ранее (даже будучи в Советском Союзе); публицистические и литературно-критические работы (o Толстом, Садовяну, Радноти и других) на протяжении 1930-х годов печатал под псевдонимами Köves Miklós, K.M., k.m. и K.K.
Именно в Париже Кахана написал свои самые известные романы, которые вышли в венгерском издательстве в Кливленде (США) под псевдонимом Köves Miklós и в Советском Союзе на русском и венгерском языках под его собственным именем: «Tarackos» (на русском языке в 2-х томах, М.—Л., 1930 и 1932), «A Kárpátok alatt» (Под землёй, 1931), «Taktika» (Тактика, на русском языке, М.—Л., 1933 и на венгерском языке — Кливленд, 1934), «Őszi hadgyakorlat» (Осенний манёвр, на венгерском языке, Кливленд, 1935). В 1937 году Кахана вновь вернулся в Румынию, на этот раз поселился в Бессарабии, продолжал регулярно публиковаться в журнале «Korunk» вплоть до 1940 года, когда Бессарабия отошла к СССР. В 1940 году в Клуже, снова под псевдонимом Miklós Köves, вышел самый известный его роман «Hat nap és a hetedik» и тогда же Кахана включился в деятельность образованного в Кишинёве Союза писателей МССР.

### В СССР
В годы Великой Отечественной войны — в эвакуации в Средней Азии, после войны возвращается в Кишинёв, затем селится в Бендерах. В эти годы занимается лексикографической работой и в 1946 году в государственном издательстве иностранных языков выходит его «Венгерско-русский словарь» на 20 тысяч слов. Второе издание словаря, в 1951 году, содержит уже 27 тысяч слов, а третье, вышедшее в 1959 году автор доводит до 35 тысяч лексических единиц и добавляет очерк грамматики венгерского языка (ещё одно издание вышло в 1964 году). В 1954 году на молдавском языке выходит первый роман Каханы из планируемой трилогии о коллективизации и колхозной жизни «Костя Гынгаш» (на русском языке отдельной книгой появляется в московском издательстве «Советский писатель» в 1958 году как первая часть трилогии «Справедливость»), в 1956 году — второй роман трилогии — «Павел Брагар». За последний роман Кахана подвергается жестокой критике со стороны председателя молдавского Союза писателей Андрея Лупана за ревизионизм и фактически полностью отстраняется от литературного процесса в Молдавии. На Третьем съезде Союза писателей СССР в мае 1959 года, по просьбе руководства молдавского Союза писателей, Кахана также подвергается критике за этот роман, вынужденно приносит свои извинения и больше в Молдавию не возвращается, а селится в Москве, где только что вышло новое издание его венгерско-русского словаря.

### В Венгрии
В Москве Кахана занимается переводами с венгерского языка; в переводах на русский язык в издательстве «Советский писатель» выходят его роман «Павел Брагар» (1962) и сборник рассказов «Незабываемое» (1965). В 1964 году Кахана уезжает в Венгрию, селится в Будапеште, где его встречают как мэтра современной венгерской литературы (премия József Attila за 1968 год). Одно за другим выходят переиздания его ранних романов: «Biharvári taktika» (переработанное и с продолжением издание Тактики, 1965), «Tarackos» (1971), «Két nő egy képen» (1974), а также новые романы, книги короткой прозы и воспоминаний: «Földön, föld alatt» (1967), «Legyen másként» (1967), «Szabadság, szerelem» (1968), «Íratlan könyvek könyve, önéletrajzi» (1969), «Vízesés: Mai moldován elbeszélők» (1971), «Szélhordta magyarok» (1971), «A boldog élet könyve, önéletrajzi» (1972), «Lemegy a nap» (1973), «Sóvárgások könyve, önéletrajzi» (1973). 11 апреля 1974 года, будучи одним из самых известных венгерских писателей, Мозеш Кахана покончил с собой, выбросившись из окна больницы в Будапеште. Посмертно вышли издания избранных произведений писателя: «Nagy időknek kis embere» (к восьмидесятилетию со дня рождения, 1977), «Nyugtalan esztendő» (1977), три романа «Tarackos, Hat nap és a hetedik и Elbeszélések» вышли одной книгой в Бухаресте в 1978 году.

### На венгерском языке
- Univerzum (стихи), Будапешт, 1918 [1919].
- Én te ő (стихи), A MA kiadása: Вена, 1921.
- Túl a politikán (стихи), A MA kiadása: Вена, 1921.
- A mozgalom (рассказы, под именем Térítő Pál), Вена, 1923.
- Tarackos (роман, на русском языке), в 2-х тт., Москва-Ленинград, 1930 и 1932.
- A Kárpátok alatt (рассказы), 1932.
- Taktika (роман), Москва-Ленинград, 1933.
- Őszi hadgyakorlat (роман), на русском языке — Москва, 1933, на венгерском языке — Munkás Szövetség Könyvosztálya: Кливленд, [1934] 1935.
- Hat nap és a hetedik (роман, под именем Köves Miklós), Erdélyi regény: Колошвар, [1939] 1940
- Hat nap és a hetedik, 1956.
- Biharvári taktika (роман), Kossuth: Будапешт, 1965
- Földön, földalatt (роман, рассказы), Szépirodalmi: Будапешт, 1967.
- Legyen másként (роман), Будапешт, 1967.
- Szabadság, szerelem (роман), Будапешт, 1968.
- Íratlan könyvek könyve (роман), Будапешт, 1969.
- Szélhordta magyarok (рассказы), Будапешт, 1971.
- Tarackos (роман), Kossuth: Будапешт, 1971
- Vízesés. Mai moldován elbeszélők (с молдавского), Будапешт, 1971.
- A boldog élet könyve (автобиографический роман), Будапешт, 1972.
- Lemegy a nap (роман), Будапешт, 1973.
- Sóvárgások könyve (автобиографический роман), Будапешт, 1973.
- Két nő égy képen (рассказы), Szépirodalmi: Будапешт, 1974.
- Nagy időknek kis embere (публицистика), Будапешт, 1977.
- Nyugtalan esztendő (роман), Európa, 1977
- Tarackos. Hat nap és a hetedik. Elbeszélések (романы, рассказы), Бухарест, 1978.

### Библиографическое издание
- Vera Zimane Lengyel, M. Kahana: Bibliografia, Будапешт, 1977.

### На русском языке (М. Г. Кахана)
- Венгерско-русский словарь, Государственное издательство иностранных языков. — М., 1946; 2-е изд. — 1951; 3-е изд. — 1959.
- Костя Гынгаш (роман). — М.: Советский писатель, 1958.
- Павел Брагар (роман). — М.: Советский писатель, 1962.
- Венгерско-русский словарь. — М.: Советская энциклопедия, 1964.
- Незабываемое (повести и рассказы). — М.: Советский писатель, 1965.